# Roannais Foot 42
Le Roannais Foot 42 est un club de football basé à Roanne, dans le département de la Loire. Il évolue actuellement en Régional 2.
Il évolua en championnat National (actuel CFA) pendant les années 1980 sous le nom de l'Association sportive de Roanne.

## Historique
Le RF42 voit le jour en 1942 et est basé dans la ville de Roanne dans le département de la Loire.
En 1995, il fusionna avec le FC Riorges pour donner le FC Roanne-Riorges. Ce même club devint le Roanne Foot en 2002, une autre fusion avec le CSADN Roanne le 4 juin 2007 donna le nom de club du Loire-Nord Football Club. À l'issue de la nouvelle saison 2016-2017 le club change a nouveau de nom pour Roannais foot 42.

### Saison 2022-2023
Le Roannais Foot espère rapidement retrouver le premier échelon régional tout en assurant rapidement son maintien en Régional 2.
La saison débute bien et les roannais se placent rapidement en haut de tableaux, à la lutte avec l'US Monistrol pour la première place. Mais l'équipe baisse de rythme et perd des points précieux face à des concurrents direct (Roche Saint-Genest, Savigneux-Montbrison..). Les ligériens obtiennent toutefois un maintien confortable leur permettant d'envisager une suite sereine.
Les catégories jeunes fonctionnent bien avec les trois équipes U15 qui réalisent de bonnes performances (Champion de D3 -  Haut de tableau en D1 et maintien en Régional 1). Les U16 se maintiennent également en R1. Les U14 sont eux aussi auteurs d'une très bonne saison puisqu'ils luttent pour l'accession en R1 - Niveau A. Bonne saison aussi des U20 et des équipes U18.
L'équipe réserve des séniors à luttée pour l'accession.
Toutefois, aucune coupe n'est remportée ni par les jeunes, ni par les seniors.

## Identité

### Noms du club
- 1940-1994 : Association sportive Roanne
- 1994-2001 : Football Club Roanne-Riorges
- 2001-2007 : Roanne Foot
- 2007-2016 : Loire Nord Football Club
- Depuis 2016 : Roannais Foot 42

### Logos

Logo depuis 2016

## Entraîneurs
- ?-1946 :  Guillard[3]
- 1946-? :  François Odry[3]
- 1948-1949 :  Lucien Perpère

## Résultats sportifs

### Bilan
| Championnat                                | Saisons | Titres | J   | V   | N  | D  | Bp  | Bc  | Diff |
| ------------------------------------------ | ------- | ------ | --- | --- | -- | -- | --- | --- | ---- |
| Championnat de France amateur / Division 3 | 12      | 0      | 320 | -   | -  | -  | -   | -   | -    |
| Division 4                                 | 10      | 0      | 260 | 100 | 70 | 90 | 345 | 324 | 21   |
| Ligue Rhône-Alpes                          | 54      | -      | -   | -   | -  | -  | -   | -   | -    |

### Palmarès
| Compétitions nationales | Compétitions régionales                                                              |
| --- | ------------------------------------------------------------------------------------ |
| - Championnat de France amateur (3e niveau) - Vice-champion de France : 1949 - Vainqueur de groupe : 1949 (Sud) - Deuxième de groupe : 1950, 1952 (Sud) et 1953 (Centre) - Championnat de France de Division 4 - Vainqueur de groupe : 1980 et 1986 (groupe F) | - Division d'Honneur - Champion : 1979 - Promotion d'Honneur - Champion : 1962, 1978 |